# Paulo Mercadante
Paulo de Freitas Mercadante (Carangola, 23 de junho de 1923 – 20 de maio de 2013) foi um advogado, escritor, historiador, político, crítico literário e filósofo brasileiro, conhecido sobretudo pelo seu livro A Consciência Conservadora no Brasil: contribuição ao estudo da formação brasileira, considerado como um clássico do pensamento conservador nacional.
Juntamente a Miguel Reale, a Djacir Menezes e a Antonio Paim, integrou a chamada Escola Culturalista, que encontrou sua realização no Instituto Brasileiro de Filosofia.
No livro, o autor investiga as origens, os fins e as linhas gerais da ideologia da elite brasileira, cujo traço distintivo seria o seu caráter conciliatório.

## Biografia
Oriundo de uma família de humanistas italianos, da qual também proveio o músico napolitano Saverio Mercadante, iniciou ainda no ginásio a sua carreira jornalística com o  semanário O Ariel, fundado junto a seus colegas de classe. Concluído o serviço militar, mudou-se para o Rio de Janeiro, onde matriculou-se na Faculdade Nacional de Direito. Durante a sua vida acadêmica, associou-se ao Partido Comunista Brasileiro e participou intensamente do movimento estudantil, chegando a presidir o Cento Acadêmico Luís Carpenter. 
Diplomado em ciências jurídicas e licenciado em história e geografia, dedicou-se ao magistério até 1951, lecionando diversas disciplinas, mas em especial filosofia. À procura de novos rumos profissionais, passa a exercer a advocacia nos ramos civil e comercial. 

## Obras
- A Consciência Conservadora: contribuição ao estudo da formação brasileira. Rio de Janeiro: Saga. 1965.
- Tobias Barreto na Cultura Brasileira, uma reavaliação (em colaboração com Antônio Paim). São Paulo: Editora da Universidade de São Paulo. 1972.
- Os Sertões do Leste, Estudo de uma região: A Mata Mineira. Rio de Janeiro: Zahar. 1973.
- Portugal, Ano Zero. Rio de Janeiro: Arte-Nova. 1975.
- Militares e Civis: a Ética e o Compromisso. Rio de Janeiro: Zahar. 1977.
- Crônica de uma Comunidade Cafeeira, Carangola: O Vale e o Rio. Belo Horizonte: Itatiaia. 1990.
- A Constituição de 1988, o Avanço do Retrocesso. Rio de Janeiro: Fundo. 1990.
- Graciliano Ramos, o Manifesto do Trágico. Rio de Janeiro: Topbooks. 1993.
- A Coerência das Incertezas: Símbolos e Mitos na Fenomenologia Histórica Luso-Brasileira. São Paulo: É Realizações. 2001.
- Da Aventura Pioneira ao Destemor à Travessia. Belo Horizonte: Itatiaia. 2003.
- Das Casernas à Redação: A Era de Turbulências. Rio de Janeiro: UniverCidade. 2004.
- Tobias Barreto: O Feiticeiro Da Tribo. Rio de Janeiro: UniverCidade. 2006.